# Falset (ort)
Falset är en ort i Spanien.   Den ligger i provinsen Província de Tarragona och regionen Katalonien, i den östra delen av landet, 400 km öster om huvudstaden Madrid. Falset ligger 372 meter över havet och antalet invånare är 2 662.
Terrängen runt Falset är kuperad, och sluttar västerut. Runt Falset är det glesbefolkat, med 12 invånare per kvadratkilometer. Närmaste större samhälle är Mont-roig del Camp, 13,4 km sydost om Falset. 